# Livry-Louvercy
Livry-Louvercy ist eine französische Gemeinde mit 1.083 Einwohnern (Stand: 1. Januar 2022) im Département Marne in der Region Grand Est (vor 2016: Champagne-Ardenne). Die Gemeinde gehört zum Arrondissement Châlons-en-Champagne und zum Kanton Mourmelon-Vesle et Monts de Champagne.

## Geographie
Livry-Louvercy liegt etwa 32 Kilometer südöstlich des Stadtzentrums von Reims am Vesle. Umgeben wird Livry-Louvercy von den Nachbargemeinden Mourmelon-le-Petit im Norden, Mourmelon-le-Grand im Nordosten, Bouy im Osten und Südosten, Les Grandes-Loges im Süden, Vaudemange im Westen und Südwesten, Billy-le-Grand im Westen sowie Sept-Saulx im Nordwesten.

## Bevölkerungsentwicklung
| Jahr                       | 1962 | 1968 | 1975 | 1982 | 1990 | 1999 | 2006 | 2018 |
| Einwohner                  | 215  | 356  | 350  | 461  | 865  | 797  | 834  | 1092 |
| Quellen: Cassini und INSEE |      |      |      |      |      |      |      |      |

## Sehenswürdigkeiten
- Kirche Saint-Martin aus dem 13. Jahrhundert in Louvercy
- Kirche Saint-Remi aus dem 12. Jahrhundert in Livry-sur-Vesle
- Wassermühle am Vesle

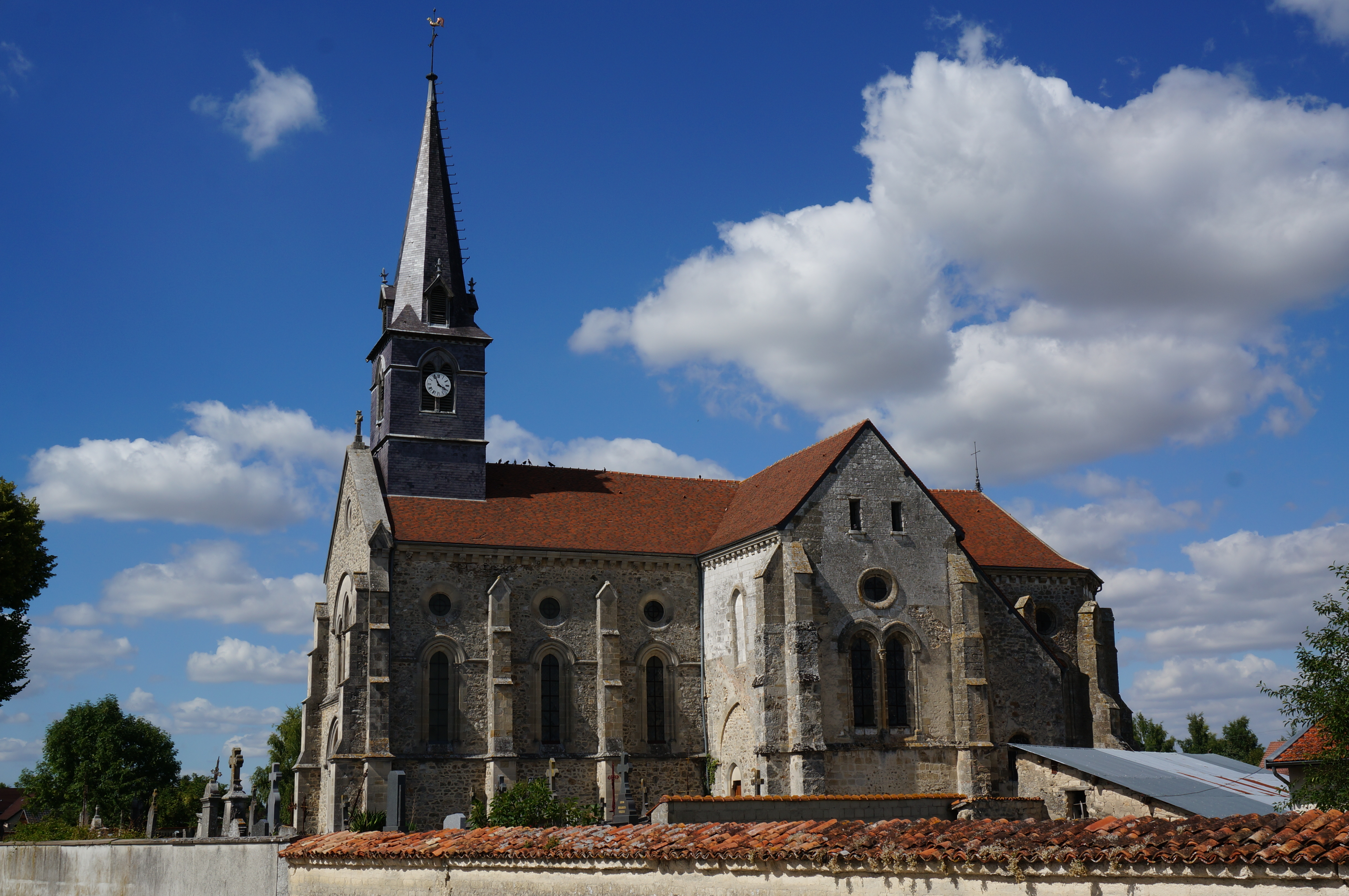
Kirche Saint-Martin
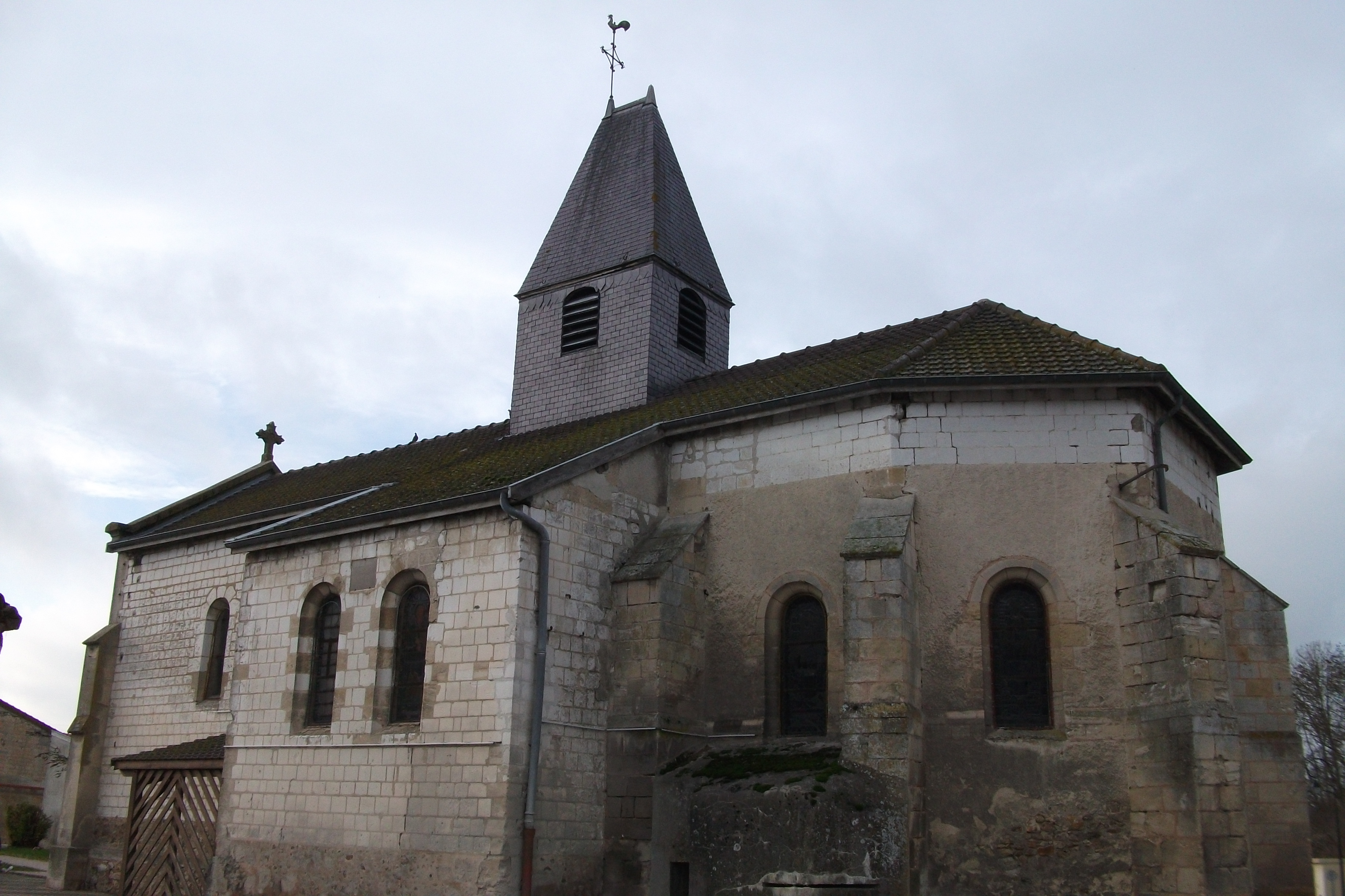
Kirche Saint-Remi
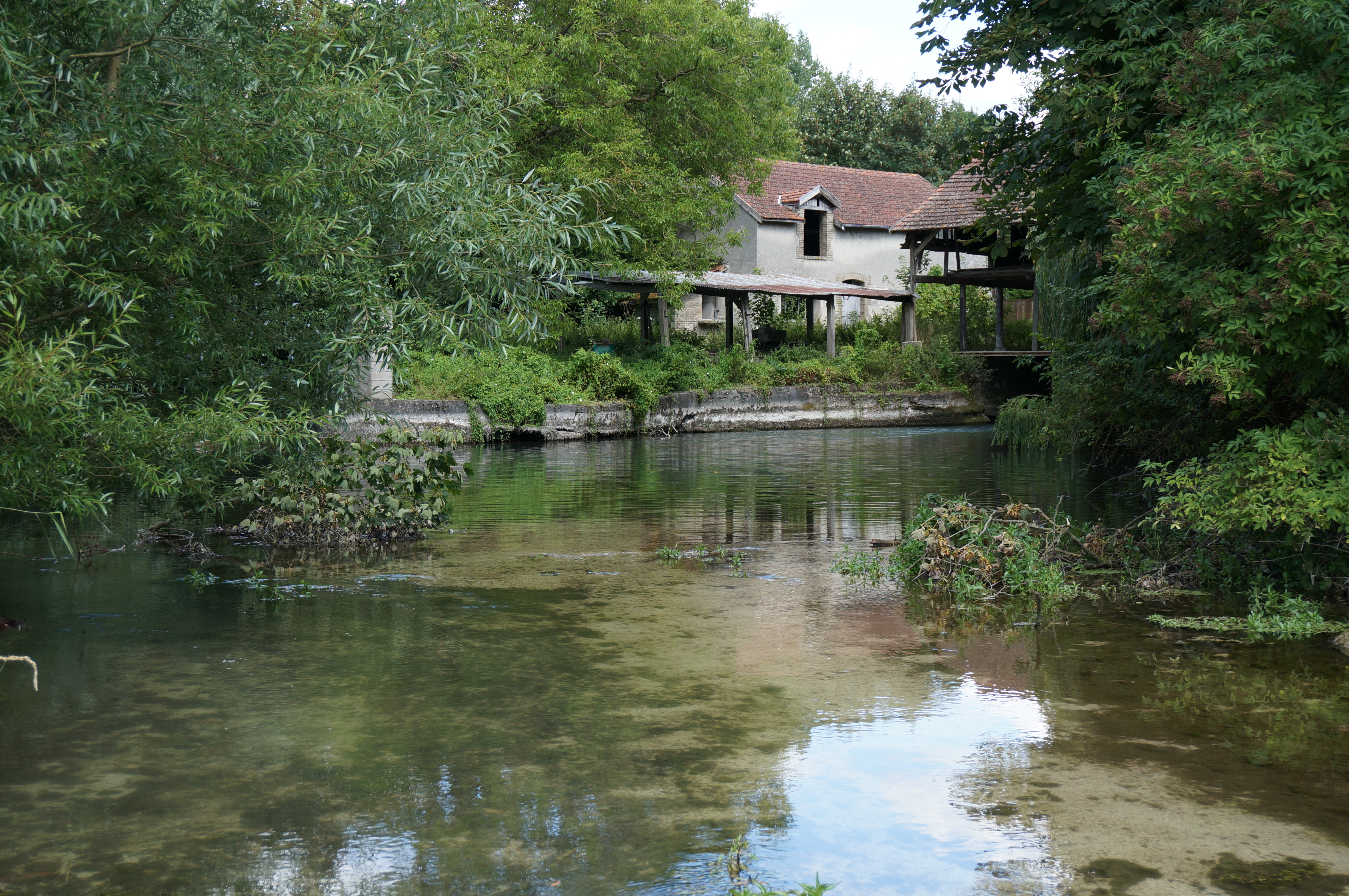
Wassermühle
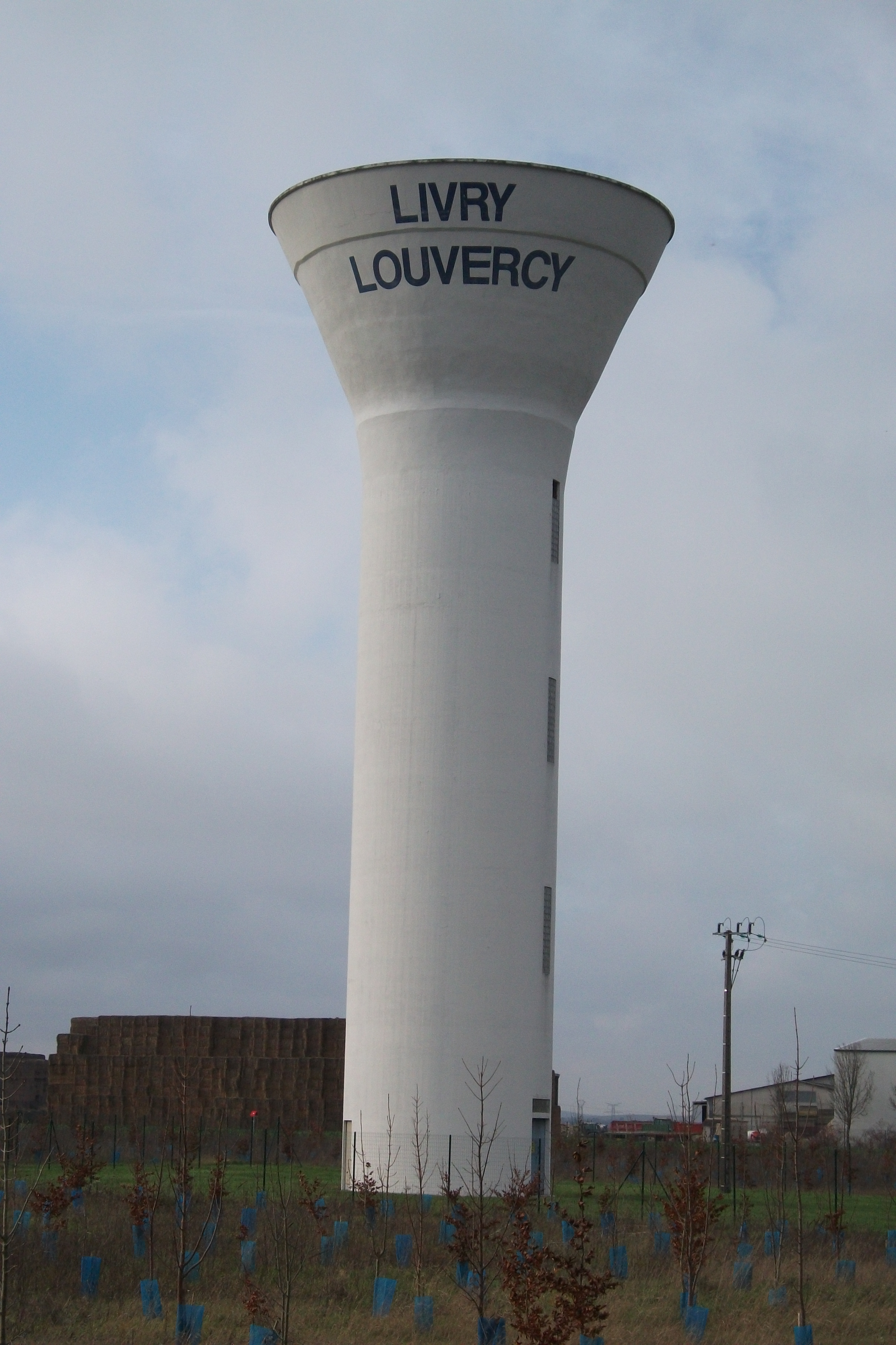
Wasserturm

## Persönlichkeiten
- Jules Rémy (1826–1893), Abenteurer und Botaniker